# Vinkarkrabbor
Vinkarkrabbor (Uca) är ett släkte av krabbor som utmärks av att hanarna har en klo som är betydligt större än deras andra klo.
Gruppen har fått sitt namn efter ett beteende som hanarna uppvisar. De utför nämligen vinkande rörelser med den förstorade klon för att attrahera honor och skrämma bort andra hanar. Den förstorade klon kan stå för hälften av krabbhanens kroppsvikt.
Vinkarkrabbor förekommer på leriga stränder och i mangroveträsk längs kuster i varmare delar av världen. Deras föda är sådana organiska partiklar som förekommer i dyn.
När vinkarkrabbor äter använder de klorna för att föra dypartiklar till munnen. Det som är ätbart tar de till vara och det som är oätbart spottar de ut. På grund av sin förstorade klo måste hanarna använda betydligt mer tid till att äta än honorna, då den stora klon inte lämpar sig att använda för att föra föda till munnen. Honornas klor som båda är av normal storlek gör därför att de effektivare än hanarna kan samla föda.
De flesta vinkarkrabbor är små krabbor, upp till omkring 4 centimeter i längd. Närmast besläktade med vinkarkrabbor är spökkrabbor, släktet Ocypode.